# تاکتیک، گواتمالا
تاکتیک (به اسپانیایی: Tactic) یک شهرداری در گواتمالا است که در استان التا وراپاز واقع شده‌است.

## خصوصیات
تاکتیک ۳۰٬۰۰۰ نفر جمعیت دارد و ۱٬۴۶۵ متر بالاتر از سطح دریا واقع شده‌است.